# Philidorova obrana
Philidorova obrana (kód podle ECO: C41) je jedním z nejstarších šachových zahájení. Charakterizují ji tahy:
1. e4 e5 2. Jf3 d6
Občas vzniká i z Pircovy obrany po 1. e4 d6 2. d4 Jf6 3. Jc3 e5 (nebo 3… Jbd7 4. Jf3 e5) 4. Jf3 Jbd7
Na vrcholové úrovni se příliš často nevyskytuje, v poslední době ale zaznamenává mírné oživení.

## Historie
Poprvé byla zmíněna již v göttingenském rukopise pocházejícím z r. 1471. Toto zahájení úspěšně hrál a rozebral jeden z nejlepších šachistů 18. století François-André Danican Philidor. Philidor, který si zakládal na pěšcové struktuře, tento tah doporučoval, protože 2… Jc6 podle něj blokuje pěšce c7.
Za nejlepší pokračování se považuje obsazení středu tahem 3. d4.
V 19. století slavil úspěchy P.Morphy na tento tah s odpovědí 3… f5, dnes se tento postup považuje za nekorektní.

## Strategie
Černý volí mezi dvěma rozcestími, po 3. d4 buď mění pěšce exd4, čímž přenechá bílému převahu v centru, které se později snaží napadat nebo volí Hanhamovu variantu, kde v pasivnější pozici drží v centru napětí a připravuje protihru na dámském křídle.

## Varianty
3. d4 se považuje za hlavní variantu ( po 3.Sc4 Se7 získá černý dobrou hru)
- 3… Sg4? 4. dxe5 Sxf3 5. Dxf3 získal bílý jasnou převahu ve známé partii Morphy–vévoda z Brunšviku a hrabě Isouard (Paříž 1858)
- 3… f5?! tento tah se dnes se považuje za příliš riskantní, bílý může odpovědět 4.Sc4 s aktivní pozicí
- 3…Jd7 4. Sc4 c6 vede často k Hanhamově variantě, bílý může ale odbočit.
- 3…exd4 výměnná varianta
  - 4. Dxd4
  - 4. Jxd4 Jf6 (4… g6) 5. Jc3
    - 5… Se7 s pasivní pozicí bez slabin
    - 5…g6
- 3…Jf6
  - 4. dxe5 Jxe4 5. Dd5 Jc5 6. Sg5
  - 4. Jc3
    - 4… exd4 vede do výměnné varianty
    - 4… Jbd7 se nazývá Hanhamova varianta 5. Sc4 Se7 6. 0-0 0-0 7. Ve1 (méně časté je 7. De2) 7… c6 8. a4! Výchozí pozice varianty. Bílý zde má aktivnější rozestavení figur. Černý ale není vůbec bez šancí a díky pevné pozici je jeho hra plně obranyschopná.